# Przylepka strzępiasta

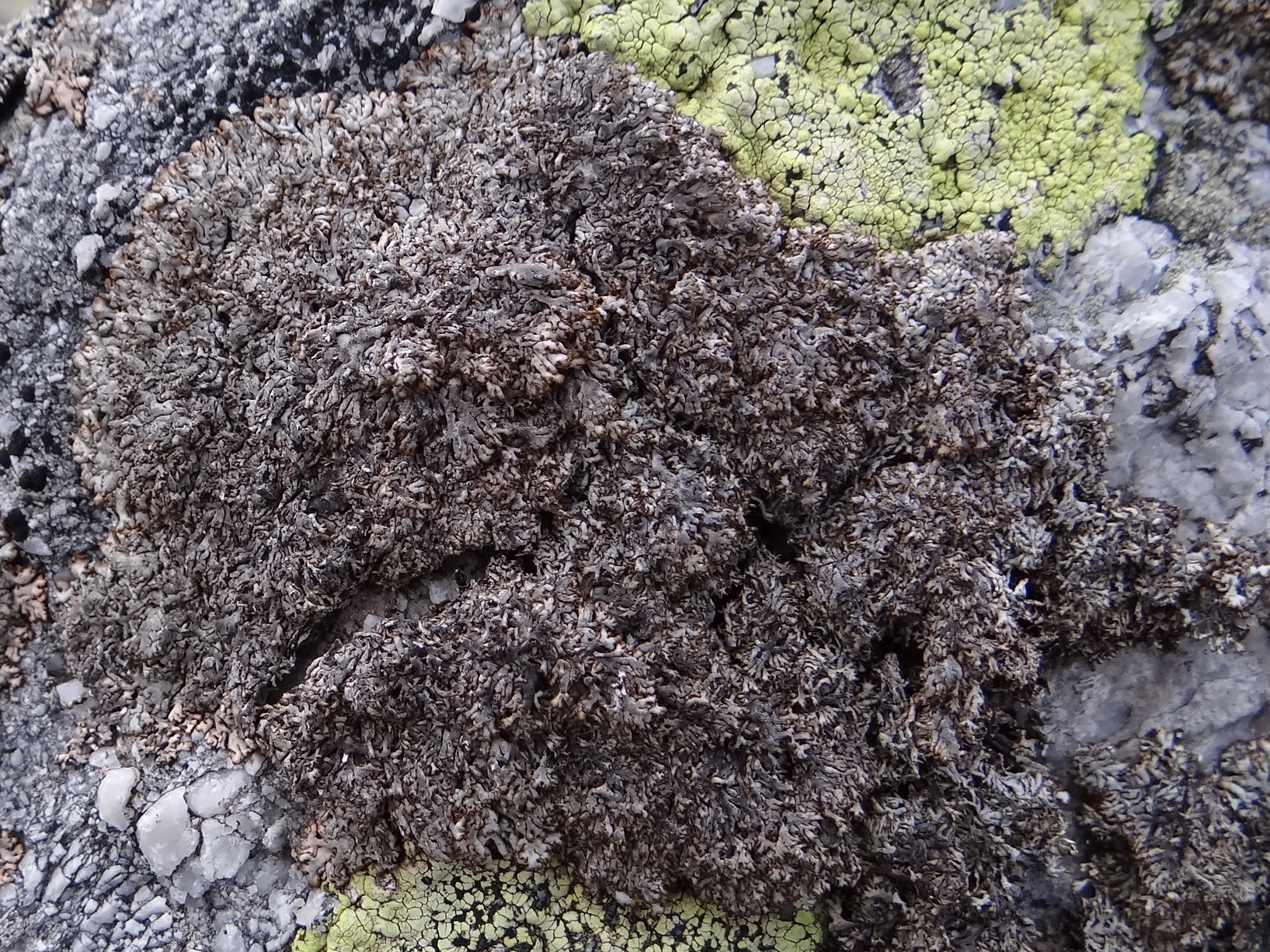

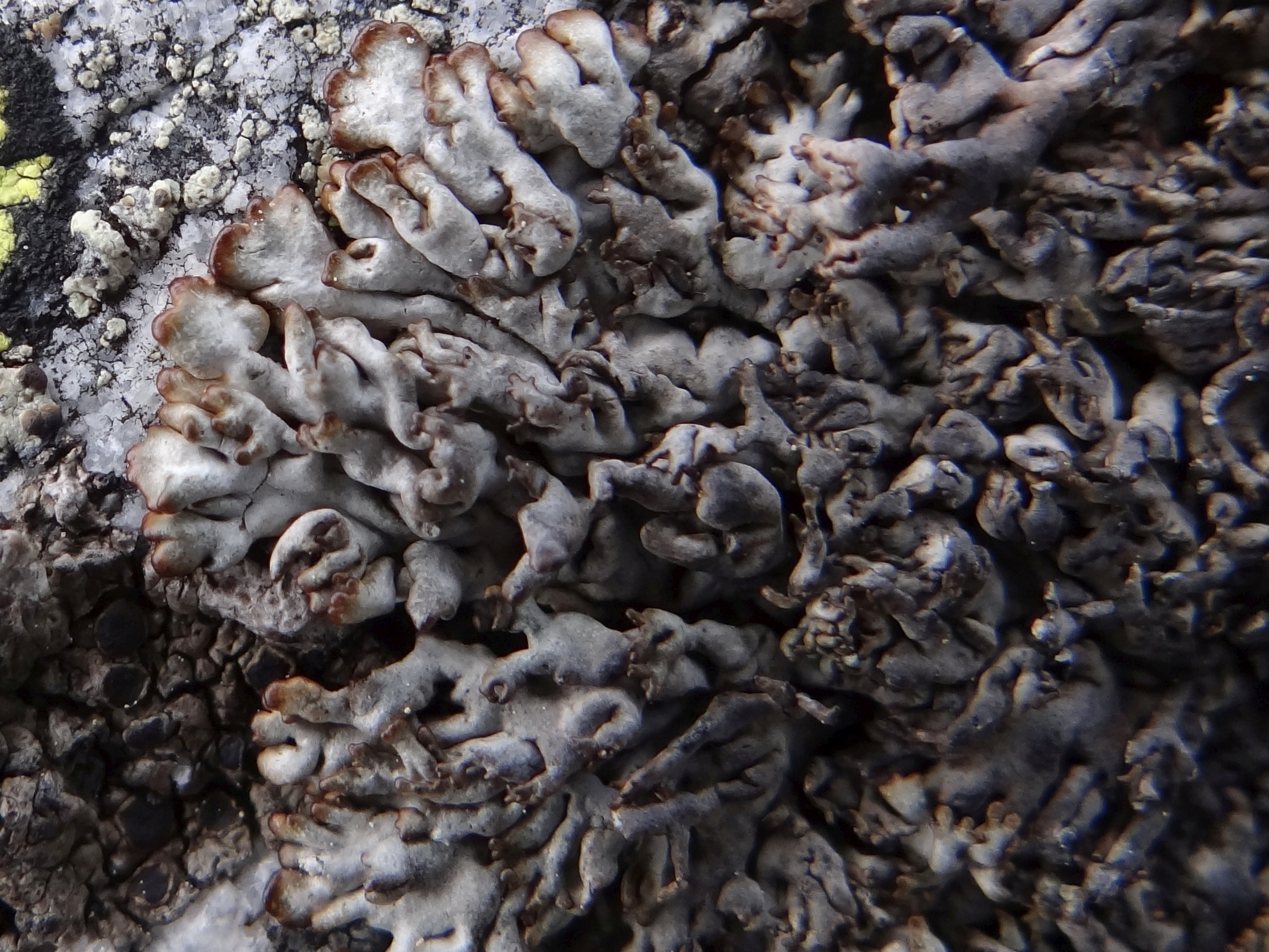
Fragment plechy

Przylepka strzępiasta, tarczownica strzępiasta (Montanelia panniformis (Nyl.) Divakar, A. Crespo, Wedin & Essl.) – gatunek grzybów z rodziny tarczownicowatych (Parmeliaceae). Ze względu na symbiozę z glonami zaliczany jest do porostów.

## Systematyka i nazewnictwo
Pozycja w klasyfikacji według Index Fungorum:  Montanelia, Parmeliaceae, Lecanorales, Lecanoromycetidae, Lecanoromycetes, Pezizomycotina, Ascomycota, Fungi.
Po raz pierwszy takson ten opisał w 1860 r. William Nylander jako formę jednego z gatunków tarczownic (Parmelia prolixa f. panniformis). W 2012 r. przez grupę badaczy przeniesiony został do nowo utworzonego rodzaju Montanelia i nowa nazwa została uznana przez Index Fungorum.
Synonimy nazwy naukowej:
- Imbricaria prolixa var. panniformis (Nyl.) Arnold 1870
- Melanelia panniformis (Nyl.) Essl. 1978
- Parmelia olivacea var. panniformis Nyl. 1859
- Parmelia panniformis (Nyl.) Vain. 1881
- Parmelia prolixa f. panniformis (Nyl.) Nyl. 1860

Nazwy polskie według W. Fałtynowicza. Obydwie są niespójne z nazwą naukową, gdyż obecnie gatunek ten nie jest zaliczany ani do rodzaju Melanelia (przylepka), ani Parmelia (tarczownica), lecz do rodzaju Montanelia niemającego polskiej nazwy.

## Charakterystyka
Plecha
Listkowata, dość luźno przyrośnięta do podłoża. Pojedyncza plecha osiąga średnicę do 7, wyjątkowo do 10 cm, czasami sąsiednie plechy zlewają się w jedną dużą plechę. Obwodowa część plechy jest listkowata, środkowa zbudowana jest z drobniutkich odcinków, czasami brak części listkowatej i wówczas cała plecha składa się z drobniutkich łatek. Zewnętrzne listkowate odcinki mają średnicę 1–1,5 mm a długość do 5 mm, są lekko wcięte lub rozgałęzione, a ich powierzchnia jest pomarszczona lub dołeczkowata. Odcinki środkowe mają szerokość 0,1–0,3 mm i długość do 0,5 mm, są płaskie lub zwinięte, pojedyncze lub podzielone i zwykle zachodzą na siebie tworząc gęste skupisko łatek. Górna powierzchnia plechy ma barwę ciemnooliwkową, oliwkowobrunatną, oliwkowobrązową lub ciemnobrązową, jest matowa lub nieco błyszcząca, czasami nieco oprószona. Brak na niej pseudocyfellii i izydiów. Dolna strona plechy jest pomarszczona lub dołeczkowana i w środku czarna, na obwodzie brunatna. Posiada nieliczne, czarne chwytniki.
Owocniki
Apotecja lekanorowe występują rzadko. Mają średnicę do 2,5 mm, ciemnobrunatne tarczki i ząbkowany brzeżek. W jednym worku powstaje 8 askospor. Są grubościenne, elipsoidalne, bezbarwne i mają rozmiary 9–11,5 × 4,5–7 μm. Licznie natomiast występują zanurzone w plesze pyknidia. Powstają w nich pykniospory o rozmiarach, (4) 5–7  × 1 μm.
Reakcje barwne
Kora K, C, KC–, P–, HNO3–, rdzeń K, C, KC– lub rzadko KC+ słaby różowy, P–. Kwasy porostowe: głównie perlatolit i kwas stenosporowy, w śladowych ilościach.

## Występowanie i siedlisko
Występuje w Ameryce Północnej, Azji i Europie. W Polsce jest gatunkiem rzadkim. Dawniej (przed 1936 r.) notowana była na [Pojezierzu Bałtyckim, Wyżynie Środkowomałopolskiej i w Karpatach Centralnych, obecnie z rzadka występuje tylko w Sudetach i Tatrach. Znajduje się na Czerwonej liście roślin i grzybów Polski. Ma status CR – gatunek krytycznie zagrożony (na granicy wymarcia). W Polsce podlegała ścisłej ochronie gatunkowej w latach 2004-2014, od października 2014 r. została wykreślona z listy gatunków chronionych (występuje bowiem tylko na podlegających ochronie obszarach parków narodowych – Tatrzańskiego i Karkonoskiego).
Rośnie na skałach krzemianowych, w miejscach dobrze oświetlonych, lub nieco tylko zacienionych.

## Gatunki podobne
Na skałach rośnie kilka podobnych gatunków porostów liściastych, jednak morfologicznie można je dość łatwo odróżnić:
- przylepka oddzielona (Melanelia disjuncta) posiada na plesze soralia[5],
- tzw. przylepka sorediowa (Montanelia sorediata) posiada urwistki.